# Stanisław Czerwik
Stanisław Czerwik (ur. 13 maja 1933 w Łysakowie, zm. 4 października 2020) – polski duchowny katolicki diecezji kieleckiej, profesor teologii liturgii, emerytowany wykładowca liturgiki w Wyższym Seminarium Duchownym w Kielcach oraz na Uniwersytecie Papieskim Jana Pawła II w Krakowie. 11 czerwca 2013 roku otrzymał tytuł doktora honoris causa UPJP II w Krakowie.

## Życiorys
Uczęszczał do szkół w Jędrzejowie i Kielcach (Liceum św. Stanisława Kostki). W 1951 roku rozpoczął studia w Wyższym Seminarium Duchownym w Kielcach. Wyświęcony na prezbitera 15 czerwca 1957 roku. W latach 1958–1963 odbywał studia z teologii i liturgiki w Papieskim Ateneum im. św. Anzelma oraz w Papieskim Instytucie Liturgicznym przy tymże Ateneum w Rzymie. W 1961 roku otrzymał doktorat teologii ze specjalizacją w zakresie liturgiki na podstawie rozprawy Homilia paschalis apud Patres usque ad saeculum quintum, Rzym 1961. Od 1963 roku wykłada liturgikę w Wyższym Seminarium Duchownym w Kielcach. W latach 1967–1969 wykładał w otwartym przez kardynała Karola Wojtyłę Instytucie Liturgicznym w Krakowie. Następnie od 1969 roku do 1981 był adiunktem – wykładowcą liturgiki na Wydziale Teologii Akademii Teologii Katolickiej w Warszawie. W roku 1981 tamże uzyskał stopień doktora habilitowanego w zakresie teologii liturgii na podstawie rozprawy Prefacje o misteriach Chrystusa w Mszale Rzymskim Pawła VI, Warszawa 1984. Od 1979 roku był członkiem, potem konsultorem Komisji Episkopatu Polski ds. Liturgii. W latach 1982–1994 był rektorem Wyższego Seminarium Duchownego w Kielcach. Za jego kadencji rozbudowano gmach seminarium, dobudowując do niego jedno skrzydło, w którym obecnie znajdują się pokoje kleryków, sale wykładowe, a także aula im. ks. bpa Czesława Kaczmarka. Od 1984 do 1994 roku był członkiem Komisji Episkopatu Polski ds. Seminariów Duchownych. W latach 1988–1989 przewodniczył Komisji Przygotowawczej ds. Liturgii II Polskiego Synodu Plenarnego. Od 1998 roku jest przewodniczącym Diecezjalnego Duszpasterstwa Liturgicznego, Diecezjalnej Komisji ds. Liturgii oraz jest członkiem biura Stowarzyszenia Sekretarzy Europejskich ds. Liturgii. Od 1994 roku jest konsultorem Kongregacji Kultu Bożego i Dyscypliny Sakramentów. Od 31 maja 1999 roku jest profesorem nauk teologicznych. Przez dwa lata (od 2000 do 2002 roku) był redaktorem naczelnym "Przeglądu Pastoralno-Homiletycznego". Prałat Jego Świątobliwości, a 10 maja 2000 roku otrzymał od papieża Jana Pawła II odznaczenie Protonotariusza apostolskiego "Supra numerum", tytuł infułata, jest również kanonikiem seniorem Kapituły Katedralnej w Kielcach.
Jest członkiem kolegium redakcyjnego kwartalnika Współczesna ambona, cenzorem pism, publikacji i programów radiowych. Jest również odpowiedzialny za egzaminy wikariuszowskie i proboszczowskie z liturgiki w diecezji kieleckiej. Jest także autorem wielu publikacji naukowych o liturgii i jej właściwym celebrowaniu. Wygłosił prelekcję na Międzynarodowej Konferencji SERVO VERITAS o Kontynuacji soborowej odnowy liturgii oraz liczne referaty podczas krajowych spotkań duszpasterzy służby liturgicznej.

## Publikacje
Jest autorem ponad 200 artykułów i publikacji o charakterze naukowym oraz popularnonaukowym, w tym:
- Homilia Paschalis apud Patres usque ad saec.,V. Rzym: S. Anselmo, 1961. Brak numerów stron w książce
- Wprowadzenie do Konstytucji o liturgii świętej Soboru Watykańskiego II
- Święte Triduum Paschalne: komentarz biblijno-liturgiczny i medytacje napisany wraz z ks. prof. dr hab. Józefem Kudasiewiczem i ks. prof. dr hab. Henrykiem Witczykiem
- Piękno celebracji eucharystycznej. Refleksje nad piątym rozdziałem encykliki Ojca Świętego Jana Pawła II Kościół żyje Eucharystią
- Niedzielna Służba Boża
- Pojęcie i natura liturgii
- Miejsce liturgii w życiu Kościoła
- Liturgia – działanie boskie i ludzkie. Posłuszeństwo wobec sacrum i osobista "twórczość" przewodniczącego celebracji
- Nowy Mszał w rękach duszpasterza-celebransa
- Liturgika na tle innych dyscyplin teologicznych
- Symbole wspólnototwórcze w celebracji Eucharystii
- Pojęcie liturgii według dokumentów reformy soborowej i nowego Katechizmu Kościoła Katolickiego. W: Misterium liturgii w Katechizmie Kościoła Katolickiego. J. Kopeć (red.). Opole: 1995, s. 15-33.